# 松代テレビ局
松代テレビ局（まつしろてれびきょく）は、長野県長野市松代町の情報を発信するインターネットテレビ。運営は、有志ボランティアが行っている。代表は宮坂文雄。

## 沿革
2010年
- 6月30日 長野市民新聞に開局予告が掲載。
- 7月1日 matv.moo.jpドメインを取得。
- 7月14日 信濃毎日新聞に活動が掲載。
- 7月19日 『ニシ子の突撃レポ』が始まる。
- 8月29日 『みやもんたれび』が始まる。
- 9月6日 『片桐てれび』が始まる。
- 9月10日 『迷・カメラマンひろし君』が始まる。
- 9月19日 松代テレビ局初のライブ放送で、長野ケーブルテレビの取材を受ける。
- 11月1日『しゃべくり松代』第1回目を放映（現在も毎週月曜日放映中）。

2011年
- 1月10日 長野朝日放送『ふるさとステーション』で松代テレビ局が取り上げられる。
- 1月31日 長野電鉄屋代線路線廃止『しゃべくり松代』で第1回目緊急特別番組が放映される。
- 2月15日 長野電鉄屋代線路線廃止『しゃべくり松代』で第2回目緊急特別番組が放映される。

## 理念
『信州松代の「今」を伝える松代テレビ局は、地域の福祉を推進し、松代をさらに住みやすく魅力あるまちにしていくことを狙いとして信州松代の「今（地域情報）」を地域外・県外にお住まいの松代出身者や観光来訪者に向けて発信していきます。』

## 特色
一人ひとりが「パーソナリティ」となり、それぞれが持っているユニークな視点や視座から、信州松代を伝える松代住民の活動の場である。 
ライブ放送、動画配信、ブログ、ウェブページなど様々の手段を用いているが、パーソナリティが無理なく扱いやすい手段を選び、番組制作の細かい決めごとなどにあまり捕らわれず、とにかく「表現」してみること、発信してみること、つぶやいてみること、を大切にしている。

## 住民パーソナリティの番組
- ニシ子の突撃レポ
- みやもんたれび
- 片桐てれび
- 迷・カメラマンひろし君

## 編集素材
住民ディレクター活動の基本に基づきビデオ及び写真は、全て運営者及びスタッフが撮影したものである。

## クリエイティブコモンズ
クリエイティブコモンズの表示-非営利-継承2.1バージョン